# Kundalini
Kundalini (Sanskrit, feminin, कुण्डलिनी, kuṇḍalinī śakti, eine Form der Devi, Kundalini-Schlange, „Schlangenkraft“) bezeichnet eine in tantrischen Schriften beschriebene ätherische Kraft im Menschen. Im Tantrismus spricht man metaphorisch von einer schlafenden, zusammengerollten Schlange (Sanskrit: kundala „gerollt, gewunden“), wie sie in jedem Menschen am unteren Ende der Wirbelsäule, im untersten Chakra liege.

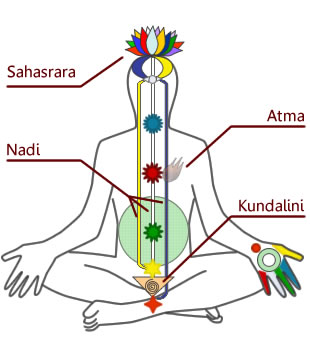
Diagramm der Chakren und Kundalini in einem Menschen

## Die Kundalini-Kraft
Nach der tantrischen Lehre wohnt in jedem Menschen eine Kraft, die Kundalini genannt wird. Diese befindet sich gemäß dem Tantrismus ruhend am unteren Ende der Wirbelsäule und wird symbolisch als eine im untersten Chakra schlafende, zusammengerollte Schlange dargestellt. Sie gilt als die der Materie am nächsten stehende Kraft im Menschen. Durch yogische Praktiken soll sie erweckt werden können und aufsteigen, wobei die transformierenden Hauptenergiezentren oder Chakren durchstoßen werden (Satchakrabedha „Sechschakrendurchstechen“). Erreicht sie das oberste Chakra, soll sie sich mit der kosmischen Seele vereinigen und der Mensch höchstes Glück erlangen. Erst hier vereinigt sie sich nach tantrischen Lehren in ihrer transformierten Form mit den kosmisch-spirituellen Kräften. Da das Aufsteigen der Energie nach den klassischen Lehren auch Gefahren in sich birgt, sollen eine gute Vorbereitung und ein innerer Reinigungsprozess entscheidend sein, weshalb viele Schulen zuerst das Herzzentrum entwickeln.  Es gibt immer wieder Fälle, die Tantriker als „spontanes Erwachen“ der Kundalini interpretieren.
Auch einige Vertreter der frühen westlichen Psychologie beschäftigten sich mit dem Kundalini-Phänomen, allen voran der Schweizer Psychologe Carl Gustav Jung.

## Der Kundalini-Prozess
Um diese „physopsychische“ ätherische Energie zu aktivieren, wurden mehrere Methoden entwickelt, wie Kundalini-Yoga. In einer ersten Stufe versucht der Adept Lebensweise, Ernährung, Verhalten und Charakter mittels Meditation und ähnlicher Praktiken zu schulen und zu reinigen, die je nach Tradition sehr unterschiedlich sein können. Manchmal kündet das Höhere Selbst mittels Träumen das Erwachen der Kundalini an. Das Sich-Regen der zuvor schlafenden Kundalini führt zu erhöhter Körpertemperatur, die aber nicht mit hohem Fieber zu vergleichen ist. Einmal aktiviert, entwickelt der Kundalini-Prozess eine gewisse Eigendynamik, die zu steuern durch weiteres sorgfältiges Training gelernt werden muss. In der Regel hat der Prozess starke Auswirkungen auf die Befindlichkeit der betreffenden Person und kann selbst zu unangenehmen und unerwünschten Nebeneffekten führen.
Das Aufsteigen der Kundalini soll in der Regel stufenweise erfolgen und sie soll sich sogar wieder zurückziehen können, wird das dritte Energiezentrum in der Nabelgegend nicht erreicht. Nur selten steigt sie nach tantrischer Auffassung bis zum Kronenchakra, wo sich das „reine Bewusstsein“ (bzw. Shiva) befindet. Dann beginnt nach Auffassung einiger Richtungen der eigentliche Kundaliniprozess, der als ein Wechsel von aufsteigendem, warmen und absteigendem, kühlen Energiefluss beschrieben wird.
Die verschiedensten Yoga-Richtungen befassen sich mit dem Thema Kundalini. Die meisten Yoga-Asanas dienen allerdings nicht direkt der Erweckung der Kundalini. Manche Yoga-Schulen beschäftigen sich ausdrücklich mit der Kundalini und wollen mit ihren Übungen den Körper auf den heiklen Prozess der emporsteigenden Kundalini vorbereiten. Dabei wird darauf geachtet, dass die Chakren gereinigt und „durchlässig“ werden, damit die Kundalini ungehindert aufsteigen kann.
Kundalini-Praxis verschiedener Yoga-Richtungen
- Beim Kundalini-Yoga ist schon am Namen der starke Bezug auf die Kundalini-Kraft erkennbar. Wie beim Yoga insgesamt gibt es auch innerhalb des Kundalini-Yoga wiederum unterschiedliche Schulen oder Richtungen.
- Typisch für die Yoga-Praxis der von Yogi Bhajan im Westen bekannt gemachten Richtung sind körperlich fordernde Übungen mit schnellen Bewegungsabläufen, kombiniert mit Ruhephasen und Meditation.
- Auch im Kriya Yoga werden bestimmte Übungen zur Erweckung der Chakras und die sogenannten Kriyas (Reinigungsübungen) gelehrt. Sie sollen der Vorbereitung des Körpers und der systematischen Erweckung der Kundalini dienen.
- Im Sahaja Yoga soll die Kundalini spontan und sanft erweckt werden. Im Gegensatz zu den beschriebenen schmerzhaften Erfahrungen soll die Erweckung der Kundalini hier als freudvolles Gefühl und in Form von spürbaren kühlen Vibrationen auf den Händen und über dem Kopf erfahren werden.

## Begleiterscheinungen
Als Begleiterscheinung der aufsteigenden Kundalini werden körperliche Auswirkungen beschrieben, die durch den heftigen Energiefluss verursacht werden sollen. Zu ihnen gehören Hitzewallungen, d. h. ein Gefühl anflutender Wärme, Kälteschübe, Zuckungen (unwillkürliches Schütteln, Zittern, plötzliche Nickbewegungen des Kopfes), chronische und zeitweilige Schmerzen im ganzen Körper, die sich diagnostisch schwer erfassen lassen, Stechen (wie ein Biss) im großen Zeh und am ganzen Leib, Taubheitsgefühl der Hände und Füße bis hin zum ganzen Körper, Schwankungen des Sexualtriebs, plötzliche Lautäußerungen und Gefühlsausbrüche (Lachen, Weinen), ekstatische Glückseligkeit, innere Bilder und Visionen.
Das körperliche Symptom der „Erhitzung“ wird von einigen Schulen des tibetischen Buddhismus durch bestimmte Techniken gezielt hervorgerufen. Eine klassische Methode, das Tummo, besteht darin, im Winter in Eiswasser getränkte Wolldecken auf dem nackten Körper zu trocknen. Auf diese Weise soll die Beherrschung der Körpertemperatur unter extremen Bedingungen geübt werden.